# 卡拉·蘇亞雷斯·納瓦羅
卡拉·蘇亞雷斯·納瓦羅（英語：Carla Suárez Navarro，1988年9月3日—）是西班牙职业网球女运动员，2003年轉職業。她的WTA生涯最高單打排名為第10（2015年4月6日）。

## 外部連結
- 卡拉·蘇亞雷斯·納瓦羅的国际女子网球协会官方資料（英文）
- 卡拉·蘇亞雷斯·納瓦羅的國際網球總會 職業／青少年 官方資料（英文）
- Fed Cup - Player profile - Carla SUAREZ NAVARRO (ESP) （页面存档备份，存于）